# Simona Staicu
Simona Staicu (* 5. Mai 1971) ist eine Langstreckenläuferin, die bis 2000 für ihr Heimatland Rumänien startete und seitdem für Ungarn antritt.
Ihre ersten großen Erfolge hatte sie bei Halbmarathons: 1994 und 1995 siegte sie beim Südtiroler Frühlings-Halbmarathon, 1995 und 2006 beim City–Pier–City Loop und 1994, 1996 und 1997 beim Altöttinger Halbmarathon. Beim Halbmarathon-Wettbewerb des Wachau-Marathons ist sie die Rekordsiegerin (1998, 1999, 2001 und 2004).
2002 stellte sie als Dritte des Mailand-Marathons ihre persönliche Bestzeit im Marathon mit 2:29:59 auf. 2003 gewann sie in Südafrika den Two Oceans Marathon über 56 km. 2004 wurde sie als Siegerin des Budapest-Marathons ungarische Meisterin im Marathon; außerdem holte sie sich zahlreiche nationale Meistertitel im 5000- und 10.000-Meter-Lauf, im Crosslauf und im Halbmarathon. Ihr Land repräsentierte sie bei den Leichtathletik-Weltmeisterschaften 2003 in Paris/Saint-Denis, wo sie im Marathon den 32. Platz belegte, und beim Marathon der Olympischen Spiele 2004 in Athen, wo sie auf Platz 45 einlief.
2006 siegte sie beim Jungfrau-Marathon und gewann den Wolfgangseelauf zum dritten Mal nach 2001 und 2004. 2010 gewann sie den Liechtenstein-Marathon.